# Rosocha (Siedliska)
Rosocha – część wieś Siedliska w Polsce, położona w województwie opolskim, w powiecie oleskim, w gminie Zębowice.
W latach 1975–1998 Rosocha administracyjnie należała do ówczesnego województwa opolskiego.